# La 1
«La 1» (Ла Уно) — испанский общественный телеканал общей тематики. Входит в RTVE.

## История
Является старейшим телеканалом Испании. Начал вещание 28 октября 1958. Сначала (с 1956 года) телеканал назывался «Televisión Española» (TVE). С тех пор менял названия много раз и назывался по-разному. Тем более, что 1 января 1965 года начал тестовое вещание второй канал. Например, его называли «VHF» («ОВЧ», «очень высокие частоты», так на Западе называют метровый диапазон радиочастот), «Primer Programa», «Programa Nacional», «Primera Cadena», «TVE1», «La Primera», а теперь «La 1». Причём его по-прежнему могут называть «Televisión Española», как и телесеть/телекомпанию.

## Аудитория
В 2009 году отобрал у «Telecinco» титул самого смотримого канала Испании, оставаясь лидером до 2012 года включительно.